# Bus à haut niveau de service de Montbéliard
Le BHNS du pays de Montbéliard est le nom du projet d'un réseau de bus à haut niveau de service devant relier le nord au sud du pays de Montbéliard ainsi que l'hôpital Nord Franche-Comté/Gare de Belfort - Montbéliard TGV peu à peu de fin 2016 à 2019. Le projet fut d'abord appelé THNS avant de prendre en 2013 le nom commercial de Cadencité, puis, à la suite de la refonte du projet en 2014, celui d'Evolity.

## Historique
Le premier projet de Bus à Haut Niveau de Service, réalisé par l’Agence d’Urbanisme (ADU) de la CAPM (Communauté d’Agglomération de Pays de Montbéliard) date de 2007, pendant le dernier mandat de Louis Souvet à la tête de l’agglomération. Il ne comportait qu’une seule ligne de Montbéliard à Audincourt, en site propre vers Arbouans. Cette idée a été abandonnée par Pierre Moscovici, au profit d’un projet beaucoup plus lourd qui comportait 2 lignes nouvelles en site propre (de Mandeure et Valentigney à Bethoncourt et Grand Charmont, passant par Montbéliard), pour un coût total annoncé de 100 M€. La concertation préalable fut lancée en octobre 2009 et les grands principes votés par la CAPM en décembre 2009,.
Le projet de THNS a fait l’objet d’un accord de subvention de 13,4 M€ en octobre 2010.
En 2013 eut lieu le vote du projet, nommé “Cadencity”, par Pays de Montbéliard Agglomération (PMA). L’enquête publique eut lieu au printemps et la Déclaration d’Utilité Publique (DUP) prononcée en été. Quelques  travaux commencèrent fin 2013.
À la suite des élections municipales de 2014 et le changement de majorité à la tête de l'agglomération, le projet est remis en question et de nouvelles études commandées. Le chantier s’est arrêté pour un moment, Marie-Nöelle Biguinet (maire de Montbéliard), conformément à ses engagements de campagne, n’ayant pas souhaité poursuivre ce projet “Cadencity”, contesté par la population. Lors du conseil d'agglomération de septembre 2014, le projet est réorienté et totalement repensé pour en réduire le coût/km. Des modifications sont apportées aux aménagements dans Montbéliard et deux nouvelles lignes supplémentaires sont ajoutées (dont une – essentielle - vers le nouvel hôpital et la gare TGV), pour un même budget total de 100 M€. Les travaux du nouveau projet, nommé “Evolity” ont été réalisés à Audincourt/Valentigney en 2015/2016 et seront terminés à Montbéliard fin 2018.

## Le tracé
Le tracé  des lignes 1 et 2 à la forme d'un double Y,.

### Au Nord
La première ligne partira du quartier Champvallon de Bethoncourt (terminus ligne une actuelle), qu'elle traversera par le parcours de la ligne 1 actuelle, jusqu'à rejoindre la deuxième ligne du THNS au niveau de l'avenue Joffre de Montbéliard. La deuxième ligne partira des Fougères de Grand-Charmont et reprendra le tracé de la ligne 3 actuelle jusqu'à Paquis puis suivra la ligne 5 actuelle jusqu'à l’avenue Joffre. Tout le trajet se fera sur l'infrastructure actuelle en mixité avec les véhicules particuliers (VP).

### Tronc commun
Les deux lignes rassemblées arriveront par l'avenue d’Helvétie par l'infrastructure existante et disposeront d'un site propre à partir du passage sous rail. Les lignes sur site propre passeront par l’acropole qui deviendra un véritable pôle d'échange (TER, vélo Ha la carte). Puis les lignes passeront par les rings utilisés par la ligne Diam et traverseront la place ferrer. Le site propre s’arrêtera sur la place Ferrer. Les lignes monteront à la petite Hollande par le parcours de la ligne 4 actuelle par les infrastructures existantes en site mixte (sur la même voie que les voitures). Les lignes desserviront le quartier avant de retrouver le site propre existant au campus universitaire. Les lignes monteront à l'Axone par une nouvelle infrastructure en site propre et un nouveau pont sur l'A36. De là, les lignes descendront le coteau d'Exincourt par une infrastructure nouvelle, passeront à travers le ZA de Champagne en site propre également. Les lignes retrouveront la circulation automobile dans la traversée de l'espace Lumière d'Audincourt. Un site propre sera réalisé le long de la ZA des Arbletiers. Le passage sur la piste cyclable sera élargi pour l’occasion. Les lignes arriveront ainsi dans le pôle d'échange Audincourt Marché qui se situe au niveau du restaurant Le Maestro. C'est là que les deux lignes se sépareront.

### Au Sud

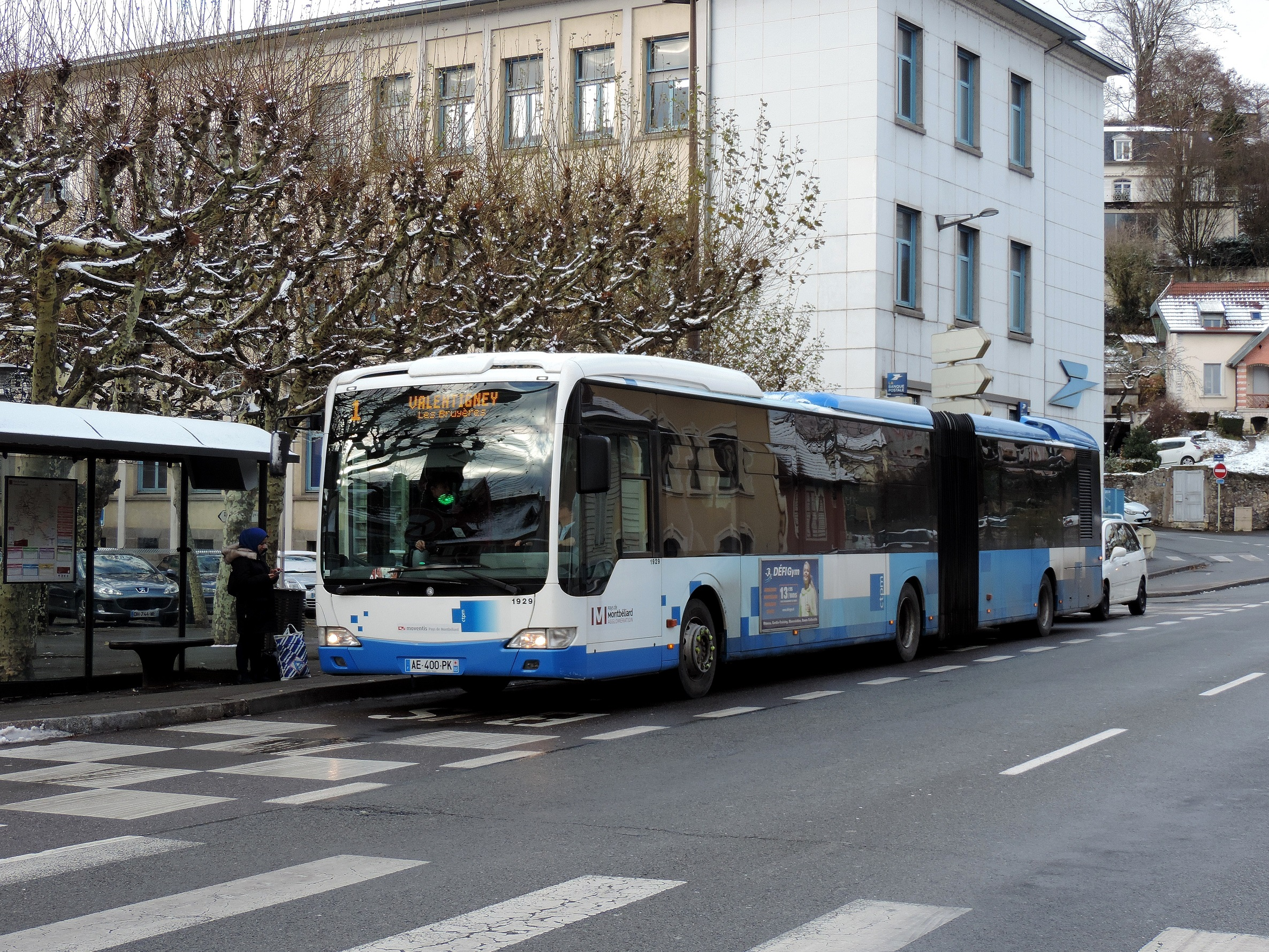
Bus de la ligne 1 vers Valentigney.

La première ligne se dirigera vers la place du Temple et gagnera le quartier des Buis en site mixte par le tracé de la ligne une actuelle. La ligne sera déviée par le lycée Armand Peugeot par un court site propre puis retrouvera la ligne une actuelle et la circulation automobile jusqu'au Vernes. De là, elle déviera pour gagner son terminus de l'autre côté du Doubs à l'entrée de Beaulieu. Elle effectuera son terminus à l'arrêt Longines.
La seconde à partir de la station marché suivra en site mixte la ligne deux actuelle jusqu’à son terminus aux Champs Montants.

## Les lignes 3 et 4
Les lignes 3 et 4 furent ajoutées lors de la refonte du projet en 2014.
La ligne 3 partira de la rue de Horbourg à Montbéliard, desservira les quartiers de la Citadelle et de la Chiffogne ( Chiffogne et quartier Miémont/Hôpital à partir de septembre 2019 ) par le parcours de la ligne 2 actuelle puis arrivera au centre de Montbéliard. Elle desservira ensuite Sochaux, Exincourt, et Audincourt toujours par le parcours de la ligne 2 actuelle, puis elle se dirigera vers Seloncourt et arrivera à La Bouloie à Hérimoncourt par le parcours de la ligne Diam A actuelle.
La ligne 4 partira elle du centre de Montbéliard, empruntera l'A36 desservira l'Hôpital Nord Franche-Comté, avant d'arriver à la Gare TGV. Elle sera mise en service à l'inauguration de l’hôpital fin 2016. (sous le nom de "Ligne Hôpital-Gare TGV" jusqu'à début 2019)

## Le reste des lignes du réseau Évolity (A, B, C, D, E et F)
▪ La ligne A partira du pôle d'échange Acropole à Montbéliard. Elle traversera ensuite le Pied des Gouttes pour rejoindre Arbouans et le quartier des Forges à Audincourt. Elle passera alors par le centre d'Audincourt, le nouveau pôle d'échange Place du Marché puis continuera à Valentigney et Mandeure par le parcours de la ligne Diam B actuelle. Elle effectuera son terminus à Mandeure Le Clos.
▪ La ligne B partira du quartier de Champvallon à Bethoncourt pour rejoindre le bas du village de Bethoncourt (Sud) par le parcours de la ligne 4 actuelle. Elle fera un détour à l'arrêt Le Mittan à son entrée à Montbéliard puis rejoindra le centre de Montbéliard et le pôle d'échange Acropole . Elle continuera son parcours au quartier du Pied des Gouttes puis effectuera son terminus au quartier de la Petite Hollande, à l'arrêt Mermoz.
▪ La ligne C partira de Bavans, et traversera Bart et Sainte-Suzanne par le parcours de la ligne 3 actuelle. Elle sillonnera le Faubourg de Besançon à Montbéliard avant de rejoindre le pôle d'échange Acropole . Elle continuera son trajet au quartier des Batteries du Parc toujours à Montbéliard, en desservant le lycée Cuvier, puis effectuera son terminus à l'arrêt suivant : Grands Jardins.
▪ La ligne D débutera son parcours dans Les Hauts de Sainte-Suzanne à l'arrêt Saint-Michel. Elle rejoindra ensuite les quartiers Mont Chevis , Citadelle et Chiffogne à Montbéliard puis arrivera au centre de Montbéliard au pôle d'échange Acropole. Elle se dirigera ensuite au quartier du Pied des Gouttes pour ainsi y rejoindre Exincourt et Étupes par le parcours de la ligne 4 actuelle. Elle grimpera le quartier de La Montagne à Étupes dans lequel elle effectuera son terminus à l'arrêt du même nom. Toutefois, elle terminera parfois son parcours quelques mètres plus loin dans la commune de Taillecourt sur la Place du Souvenir, à l'arrêt Souvenir.
▪ La ligne E  partira de la commune de Voujeaucourt - à l'arrêt Coteau de l'Âne - qu'elle desservira dans son intégralité par le parcours de la ligne 5 actuelle. Elle passera ensuite par Courcelles-lès-Montbéliard avant de rejoindre Montbéliard et le pôle d'échange Acropole . Elle se dirigera ensuite dans la commune de Sochaux avant de rejoindre Vieux-Charmont et l'ensemble de ses quartiers. Elle continuera son parcours à Nommay où elle effectuera parfois son terminus à l'arrêt La Savoureuse (E1). Elle continuera d'autres fois jusqu'au village de Dambenois où elle effectuera son terminus (E3). Elle traversera parfois Dambenois pour se rendre à Brognard, puis à Allenjoie où elle effectuera son terminus (E4). Pour finir, elle continuera parfois dans la commune de Nommay pour se rendre à Châtenois-les-Forges effectuer son terminus (E2).
▪ La ligne F partira du pôle d'échange Acropole à Montbéliard. Elle traversera ensuite le quartier du Pied des Gouttes pour ainsi se rendre à Exincourt et à Étupes par le même trajet que la ligne D. Elle passera ensuite par le ZI d'Étupes, puis par les communes de Fesches-le-Châtel, Dampierre-les-Bois, Beaucourt, Dasle et enfin Audincourt, où elle rejoindra le pôle d'échange  Place du Marché avant d'effectuer son terminus aux Arbletiers.
▪ La ligne G partira du quartier des Cantons à Audincourt, rejoindra le pôle d'échange  Place du Marché , puis partira au niveau du quartier du Pont de Gland pour rejoindre Seloncourt. Elle continuera ensuite à Hérimoncourt et effectuera son terminus à l'arrêt La Chapotte.

## Ensemble et détails des lignes du réseau Évolity
Le réseau Évolity est articulé autour de 4 lignes THNS (Transport à Haut Niveau de Service) à haute fréquence : les lignes 1, 2, 3 et 4. Onze autres lignes viennent s'ajouter à la liste, ainsi que les lignes Tad'Y (Transport à la demande).
Chaque ligne dessert au moins un des 2 pôles d'échange du réseau : Montbéliard Acropole et Audincourt Place du Marché.
| Ligne | Fréquence                          |
| --- | ---------------------------------- |
| Ligne THNS 1 : Bethoncourt Champvallon-CFA <> Valentigney Longines                                                                 | Toutes les 15 à 20 minutes         |
| Ligne THNS 2 : Grand-Charmont Les Fougères <> Audincourt Champs Montants                                                           | Toutes les 15 à 20 minutes         |
| Ligne THNS 3 : Montbéliard Horbourg <> Hérimoncourt La Bouloie                                                                     | Toutes les 20 minutes              |
| Ligne THNS 4 : Audincourt Place du Marché / Montbéliard Acropole <> Belfort Gare TGV (par Hôpital Nord Franche-Comté de Trévenans) | Toutes les 30 minutes              |
| Ligne A : Montbéliard Acropole <> Mandeure Le Clos                                                                                 | Toutes les 20 à 30 minutes         |
| Ligne B : Bethoncourt Champvallon-CFA <> Montbéliard Mermoz                                                                        | Toutes les 30 minutes              |
| Ligne C : Bavans Bel Air <> Montbéliard Grands Jardins                                                                             | Toutes les 30 minutes              |
| Ligne D : Sainte-Suzanne Saint-Michel <> Étupes La Montagne / Taillecourt Souvenir                                                 | Toutes les 30 minutes              |
| Ligne E : Voujeaucourt Coteau de l'Âne <> Nommay La Savoureuse (E1) / Châtenois-les-Forges (E2) / Dambenois (E3) / Allenjoie (E4)  | Toutes les 30 à 60 minutes         |
| Ligne F : Audincourt Arbletiers <> Montbéliard Acropole                                                                            | Toutes les heures                  |
| Ligne G : Audincourt Les Cantons <> Hérimoncourt La Chapotte                                                                       | Horaires sur le site de Évolity    |
| Ligne H : Audincourt Place du Marché <> Pont-de-Roide Passerelle                                                                   | Horaires sur le site de la Évolity |
| Ligne N : Valentigney Parnot <> Valentigney Les Bruyères                                                                           | Toutes les 40 minutes environ      |
| Ligne X : Montbéliard Acropole <> Belfort Gare                                                                                     | Horaires sur le site de Évolity    |
| Ligne Z : Montbéliard Acropole <> Allenjoie Technoland 2                                                                           | Horaires sur le site de Évolity    |

## Exploitation et matériel
Iveco fournira 25 Crealis 18 GNV pour l'exploitation des lignes .
Les deux lignes auront une fréquence de 15 minutes de 5 h à 23 h. Il y aura donc un bus toutes les 7 minutes sur le tronc commun.

## Calendrier
Les travaux ont commencé en décembre 2013. Une nouvelle billetterie compatible avec celle du réseau Optymo de Belfort a été mise en service début 2015. La mise en service du réseau sera effective en 2016 pour la ligne 4, puis en 2019 pour les lignes 1,2 et 3 ,,.
Les nouveaux aménagements sur les communes de Valentigney et Audincourt, ainsi que la nouvelle voie à travers le coteaux d'Exincourt ont été mis en service le 16 décembre 2016 et exploités par la ligne 1 de l'ancien réseau, déviée pour l’occasion (sans augmentation de fréquence) .
Le nouveau pôle d'échange de la Place du marché fut également mis en service à cette date.
Le nouveau réseau Évolity débute à partir du 23 avril 2019.

## Aménagement annexe
Une nouvelle voie routière devait être créée derrière la gare de Montbéliard pour laisser passer le trafic de l'avenue des Alliés affecté par le changement de sens des bus. Cette voie nécessitait un passage sous rail au niveau de l'actuel passage à niveau du Mont Christ. Ce passage sous rail non prévu initialement fut une condition à la signature de la DUP car le flux important de véhicules sur cet axe ne pouvait pas être interrompu par un passage à niveau. Cet aménagement d'une valeur de 16 Millions d'euros fut annulé lors de la refonte du projet en 2014 qui ne modifie plus le trafic devant la gare. Le réseau de bus de l'agglomération sera entièrement revu et les fréquences augmentées,,